# فرانک گیل (بازیکن فوتبال، زاده۱۹۴۸)
فرانک گیل (انگلیسی: Frank Gill؛ زادهٔ ۵ دسامبر ۱۹۴۸) بازیکن فوتبال اهل بریتانیا است.
از باشگاه‌هایی که در آن بازی کرده‌است می‌توان به باشگاه فوتبال ترانمره راورز، باشگاه فوتبال منچستر یونایتد، و باشگاه فوتبال آلترینچام اشاره کرد.